# Moschea nuova
La moschea nuova o moschea yeni (in macedone: Јени џамија) è una moschea ottomana della città di Bitola, nella Macedonia del Nord. L'edificio sorge nel centro storico della città macedone, a pochi metri dalla torre dell'orologio. Ospita al suo interno una galleria d'arte.

## Storia e descrizione
La moschea venne costruita tra il 1558 ed il 1559 da Khadi Mahmud Effendi. Venne chiusa al culto nel 1943 e riaprì come galleria d'arte nel 1957. La sala di preghiera è sormontata da una singola grande cupola. All'interno dell'edificio, così come all'esterno e sul minareto alto 39 m, sono presenti delle decorazioni realizzate con le maioliche. Al contrario della tecnica tradizionale ottomana, dove venivano assemblate delle piastrelle già precedentemente pitturate, nella moschea nuova l'ornamento viene realizzato con l'insieme delle piastrelle. È l'unico caso in Macedonia, oltre alla türbe della moschea Aladža di Skopje, dov'è possibile riscontrare questo tipo di decorazioni.